# Partito Popolare Progressista
Il Partito Popolare Progressista (tedesco: Fortschrittliche Volkspartei, FVP) è stato un partito liberale di sinistra e democratico-borghese nell'impero tedesco, fondato il 6 marzo 1910 dalla fusione Partito Popolare Liberale (Freisinnige Volkspartei), l'Associazione Liberale (Freisinnige Vereinigung) ed il Partito Popolare Tedesco (Deutsche Volkspartei). Il programma del partito includeva la parlamentarizzazione dell'Impero oltre a richieste di politica sociale. Prima della Grande Guerra collaborò occasionalmente con l'SPD. Verso la fine della guerra partecipò al Comitato Intergruppo dal 1917 e sostenne le riforme d'ottobre nel 1918. Fu assorbito dal Partito Democratico Tedesco (DDP) della Repubblica di Weimar.

## Origini
Il campo della sinistra liberale e democratica fu caratterizzato da scissioni e fusioni durante l'Impero tedesco. All'inizio XX secolo coesistevano il Partito Popolare Tedesco, il Partito Popolare Liberale e l'Associazione Liberale. I due partiti liberali si unirono al blocco Bülow nel 1907. Nelle elezioni del Reichstag del 1907, il Partito Popolare Liberale ottenne 28 seggi e l'Associazione Liberale 14. A causa della cooperazione con i conservatori nel blocco Bülow, nella primavera del 1908 si scisse dall'Associazione Liberale l'Associazione Democratica di Theodor Barth si separò dall'Associazione Liberale, che rimase però insignificante dal punto di vista politico.
Ci furono altresì degli sforzi per superare la frammentazione. Nel 1903 fu conclusa un'alleanza elettorale tra il Partito Popolare Liberale ed il Partito Popolare Tedesco. Nel Reichstag del 1907 i tre partiti liberal-democratici formarono un gruppo parlamentare, quindi nel 1910 si fusero. Per la prima volta nell'impero tedesco i partiti della sinistra liberale e democratica erano riusciti ad unirsi in un'unica organizzazione.

## Programma

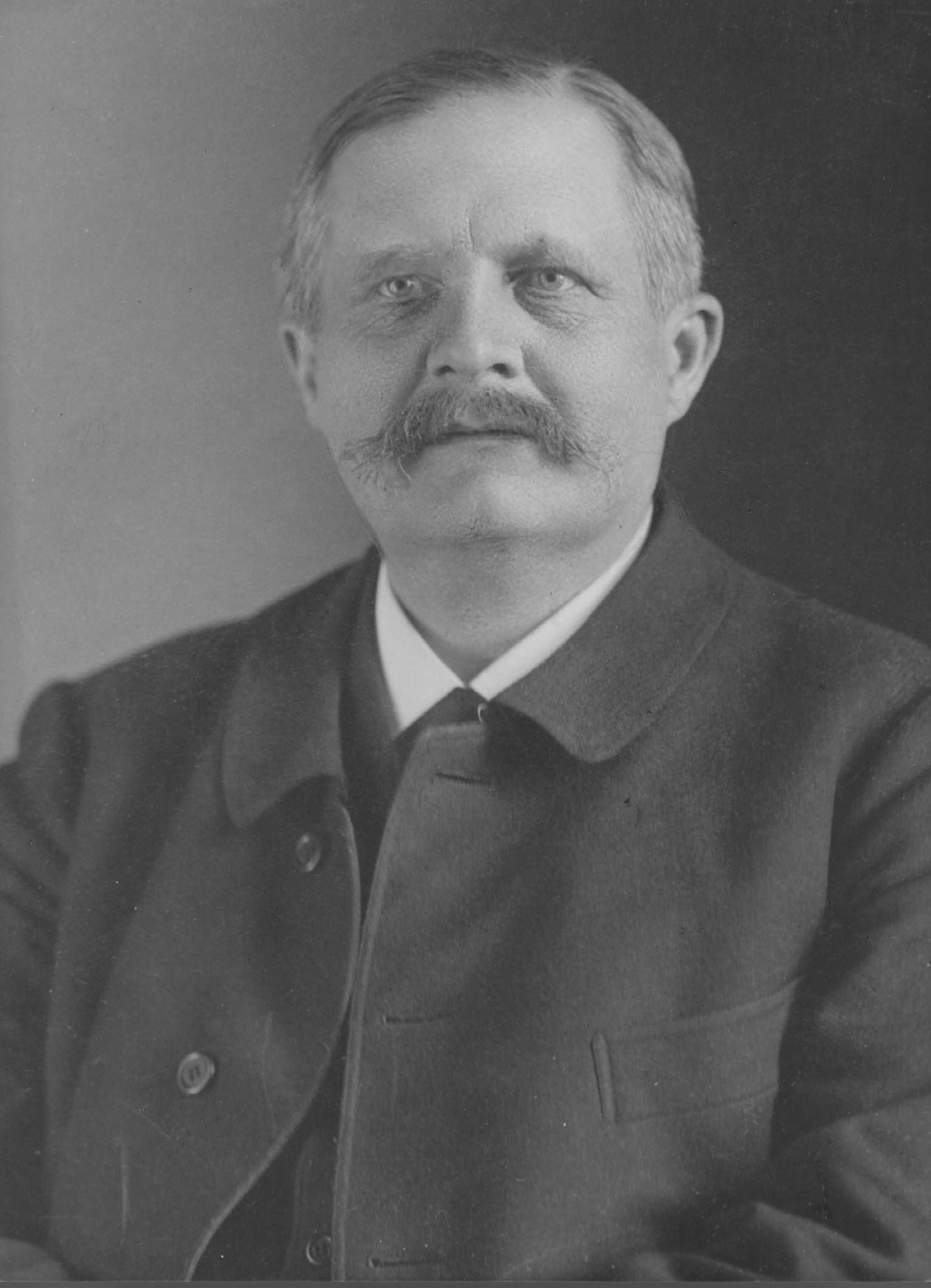
Friedrich Naumann fece una campagna per le riforme sociali e la cooperazione con l'SPD (foto del 1911 circa)

Il programma del partito si concentrava sull'aumento dell'influenza della borghesia e sull'espansione della libertà politica. Nel suo programma il nuovo Partito Popolare Progressista chiedeva il suffragio universale, eguale e diretto sia nel Reich che nei singoli Stati, mirando in particolare all'eliminazione del sistema di suffragio prussiano a tre classi. È stata anche chiesta una riforma della legge elettorale locale. I collegi elettorali delle città e delle campagne dovevano essere divisi equamente. La costituzione imperiale doveva essere strutturata come una costituzione liberale. L'obiettivo era la parlamentarizzazione dell'Impero tedesco. Il partito sosteneva anche una coerente separazione tra Chiesa e Stato. Inoltre, chiedeva una riduzione graduale delle tariffe alimentari e industriali. In questo modo, il partito si oppose alla politica tariffaria protettiva. Il reddito, la ricchezza e l'eredità dovevano essere tassati progressivamente. I parlamenti, i governi e le organizzazioni di mutuo soccorso avrebbero dovuto cooperare per migliorare le condizioni economiche e sociali dei salariati e degli impiegati. Il diritto di associazione per i dipendenti andava garantito ed esteso. Allo stesso modo andava migliorata la protezione sul lavoro e si sarebbero dovute cercare misure di protezione contro la disoccupazione . A livello internazionale il partito prediligeva la conciliazione pacifica dei conflitti attraverso, tra l'altro, lo sviluppo del diritto internazionale e l'arbitrato internazionale.
Persistevano tendenze economiche liberali e il partito rappresentava soprattutto gli interessi dell'industria dell'esportazione, del commercio, delle banche, dell'artigianato e dei mestieri, ma nel complesso il liberalismo di Manchester, venne sostituito da un orientamento verso un certo stato sociale. Il partito voleva aumentare il benessere generale, migliorare il progresso sociale e l'educazione popolare. La portata di queste richieste può sembrare limitata per gli standard odierni, ma erano notevoli per un partito liberale dell'impero.
Lo storico Dieter Langewiesche vede nel programma un compromesso solo in parte vago, ciononostante il programma del partito mostrerebbe lo slancio di un rinnovato liberalismo di sinistra. Il partito si astenne dal chiedere l'uguaglianza civica delle donne con gli uomini, sebbene Friedrich Naumann l'avesse pretesa senza risultato. Secondo Langewiesche, il rinnovamento del liberalismo di sinistra era più evidente nella politica sociale: il mutuo soccorso non era più un dogma, ma era integrato da richieste di regolamentazione statale.

## Organizzazione

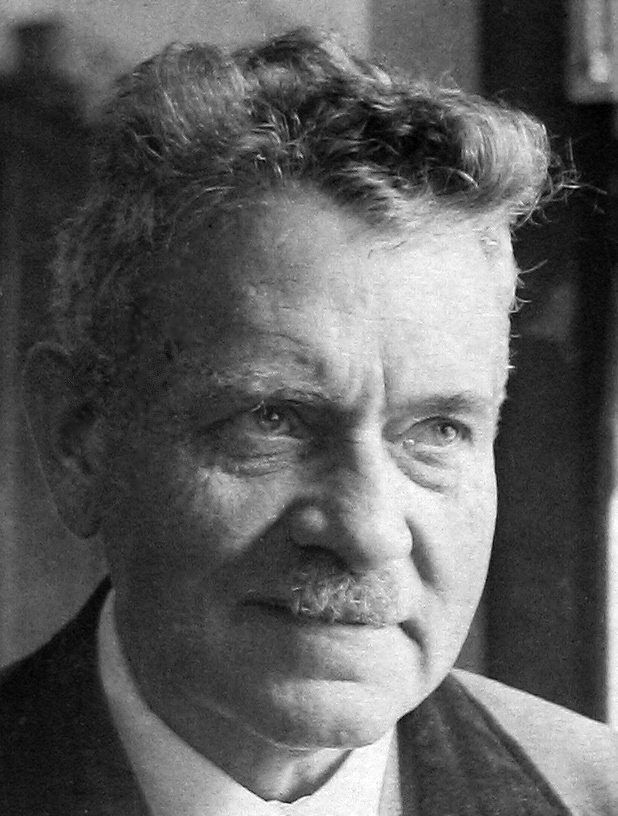
Anton Erkelenz rappresentava i sindacati Hirsch-Duncker nel comitato centrale del partito (foto del 1943 circa)

Il partito aveva un'organizzazione abbastanza ridotta. Era diretto da un comitato centrale. Questo comprendeva i membri del gruppo parlamentare del Reichstag, i membri del comitato esecutivo, 60 rappresentanti delle organizzazioni regionali e alcune persone cooptate. Nel comitato esecutivo, i membri dei tre ex partiti erano rappresentati in un rapporto di 10:5:3. Le questioni politiche erano decise dal gruppo parlamentare del Reichstag. Le questioni organizzative erano di competenza del comitato direttivo. La situazione finanziaria del centro del partito era spesso difficile perché le sezioni regionali erano spesso in arretrato con i loro pagamenti. Non era nemmeno raro che i membri non pagassero le loro quote. Nel 1913 venne fondata un'associazione per reclutare membri e raccogliere donazioni. Nelle circoscrizioni, le rispettive organizzazioni decidevano di solito in modo abbastanza indipendente sulla selezione dei candidati e su cosa fare nelle elezioni di ballottaggio.
Nel 1912 il partito contava 19 associazioni provinciali, 14 distrettuali e circa 1.452 associazioni locali per un totale di circa 120.000 iscritti. Il Partito Progressista Alsaziano venne costituito nel 1912 nella regione del Reich dell'Alsazia-Lorena come organizzazione statale del Partito popolare progressista, ma in realtà rappresentava una parte abbastanza considerevole visto che contava otto iscritti ogni cento elettori del partito. In linea di principio, le associazioni locali erano strutturate democraticamente. Gli iscritti provenivano principalmente dalla classe medio-bassa. Le categorie maggiormente rappresentate erano i commercianti, i mercanti, i funzionari e gli impiegati di medio livelli, gli accademici, ma anche gli insegnanti di scuola primaria ed i pastori protestanti erano ampiamente rappresentati. In alcune aree del Paese, come nell'Oldenburg o nella provincia dello Schleswig-Holstein, il partito aveva anche sostenitori tra i contadini. Più in generale ebbe scarso successo con i dipendenti ed i lavoratori di livello inferiore. Tuttavia il Partito Progressista ha tentato di accrescere la percentuale di lavoratori anche tramite la promozione della creazione di proprie associazioni di lavoratori liberali: nel 1914 avevano solo 5.000 membri. Nel comitato centrale è stato ammesso il sindacalista Anton Erkelenz.
Esistevano associazioni esterne al partito che lo influenzavano ma non lo controllavano. Queste includevano, per esempio, l'Handelsvertragsverein (Associazione dei contratti commerciali), in cui si erano uniti i commercianti e gli imprenditori con lo scopo di imporre il libero scambio; la Lega Anseatica per il commercio e l'industria, le organizzazioni liberali degli agricoltori e dei lavoratori agricoli, l'Associazione generale degli insegnanti tedeschi ed i sindacati Hirsch-Duncker con circa 100.000 iscritti e, in alcuni casi, le Associazioni dei lavoratori protestanti.

## Politica
A causa del suo orientamento liberale di sinistra, il partito fu per lo più in opposizione al governo nella politica interna, economica e finanziaria. I principali avversari politici furono i conservatori e, nei primi anni, il cattolico Partito di Centro.
Una questione centrale per tutti i liberali fu la cooperazione con i socialdemocratici. Friedrich Naumann coniò lo slogan un "blocco da Bassermann a Bebel", idea sostenuta dall'Hansabund che intendeva creare un blocco riformatore al di là delle forze conservatrici-agrarie. Il grande blocco di Baden sarebbe servito da modello. Questo percorso fu fortemente criticato all'interno del Partito Progressista. Il presidente Otto Fischbeck parlò di "grande utopia del blocco" a libevvo del Reich. Anche Ernst Bassermann dei National-Liberali ed August Bebel lo rifiutarono.
In ogni caso gli schieramenti politici dei partiti erano meno fissi di prima. Nel 1911 i liberali, il centro ed i socialdemocratici permisero la riforma della costituzione del Reichsland Alsazia-Lorena. In particolare i liberali di sinistra ed in socialdemocratici si avvicinarono, tanto che, nel 1912, conclusero un ampio accordo per i ballottaggi. Questo accordo stipulato dalla dirigenza del partito provocò la protesta degli iscritti e fu seguito solo da circa la metà degli elettori. Anche tra i socialdemocratici questa intesa incontrò un parziale rifiuto.
Nelle elezioni del Reichstag del 1912 il partito ottenne 12,3% dei voti, conquistando 42 seggi, ossia 7 seggi in meno rispetto al numero di mandati che i partiti fondatori avevano ottenuto alle precedenti elezioni. Ciò significò un indebolimento parlamentare del liberalismo di sinistra a fronte di un incremento della percentuale di voti di 1,4 punti rispetto al 1907.
Al Reichstag i liberali di sinistra ed i socialdemocratici, talvolta anche i nazional-liberali, lavorarono insieme. Ciò portò August Bebel ad essere quasi eletto Presidente del Reichstag. I liberali contribuirono, successivamente, all'elezione di Philipp Scheidemann a vicepresidente. Nel 1913 i liberali insieme ai socialdemocratici, opponendosi ai conservatori, contribuirono ad approvare una tassa sul patrimonio per finanziare l'incremento delle spese militari. La possibile formazione della coalizione di Weimar era già presente nel periodo prebellico.

## Prima guerra mondiale
Nei primi giorni della guerra mondiale sorsero essenzialmente tre posizioni all'interno del partito. Alcuni sostennero una pace vittoriosa. Ad esempio, Friedrich Naumann sostenne un'Europa centrale dominata dalla Germania. A tal fine questo gruppo chiese delle annessione e la formazione di Stati cuscinetto. Un gruppo intermedio invocò una pace di sicurezza. Il terzo gruppo auspicò una pace di compromesso. Un oppositore delle annessioni fu Ludwig Quidde, che in seguito vinse il Premio Nobel per la Pace. Sorsero dei conflitti tra queste posizioni, ma nel complesso il partito adottò una linea moderata.
Il partito lavorò insieme al Centro ed ai Socialdemocratici, e a volte anche con i Nazional-liberali, nel comitato inter-gruppo del luglio 1917. In questa occasione appoggiò la richiesta di parlamentarizzazione del Reich e partecipò alla risoluzione di pace del Reichstag del 1917 in cui il Centro, il Partito Popolare Progressista ed il SPD chiesero la pace senza annessioni. Nello stesso anno Friedrich von Payer assunse la carica di vicecancelliere nel governo di Georg von Hertling. I liberali di sinistra erano così diventati qualcosa di simile ad un partito di governo, così sostenne le riforme dell'ottobre 1918 del governo di Max von Baden. Durante la rivoluzione di novembre il partito si sciolse e si fuse con l'ala sinistra del Partito Nazionale Liberale per formare il Partito Democratico Tedesco (DDP) della Repubblica di Weimar.

## Membri importanti o che sono diventati noti in seguito
- Gertrud Baumer
- Heinrich Wilhelm Colomba
- Anton Erkelenz
- Otto Fischbeck
- Teodoro Heuss
- Karl Heussenstamm
- Johannes Kampf
- George Kerschensteiner
- Giulio Kopsch
- Elena Lunga
- Franz von Liszt
- Federico Naumann
- Otto Nuschke
- Herman Panicke
- Friedrich von Payer
- Hugo Preuss
- Ludovico Quidde
- Karl Schrader
- Paolo Stettiner
- Rudolph Oeser
- Reinhold Maier
- Otto Wiemer